# Kristy Kowal
Kristy Kowal, właśc. Kristina Ann Kowal (ur. 9 października 1978 w Reading w stanie Pensylwania) – amerykańska pływaczka pochodzenia polskiego, specjalizująca się w stylu klasycznym, wicemistrzyni olimpijska z Sydney na dystansie 200 m stylem klasycznym.
Kowal jest również dwukrotną mistrzynią Świata. W 1998 r. na Mistrzostwach Świata w Perth wygrała wyścig na 100 m stylem grzbietowym, drugie złoto zdobyła w sztafecie 4x100 m stylem zmiennym. Z kolei na 200 m stylem klasycznym sięgnęła po srebrny medal. Na kolejnych mistrzostwach w 2001 r. w Fukuoce zdobyła srebro na 50 m stylem klasycznym.